# تپه امامچای و گورستان اطراف آن
تپه امامچای و گورستان اطراف آن مربوط به هزاره اول قبل از میلاد و دوره اشکانیان است و در شهرستان سرآب، روستای امام چای واقع شده و این اثر در تاریخ ۱ فروردین ۱۳۴۷ با شمارهٔ ثبت ۸۰۰ به‌عنوان یکی از آثار ملی ایران به ثبت رسیده است.